# Papilionospora aspergilloides
Papilionospora aspergilloides är en svampart som först beskrevs av Speg., och fick sitt nu gällande namn av V. Rao & B. Sutton 1976. Papilionospora aspergilloides ingår i släktet Papilionospora, divisionen sporsäcksvampar och riket svampar.   Inga underarter finns listade i Catalogue of Life.